# Мисс мира 1955
Мисс мира 1955 (англ. Miss World 1955) — 5-й ежегодный конкурс красоты, прошедший 20 октября 1955 года в театре «Лицеум» в Лондоне, Великобритания. 21 участница боролась за титул. Победила Сусана Дёйм, представлявшая Венесуэлу. Она стала первой представительницей этой страны, завоевавшей титул и корону Мисс мира.

## Результаты
| Финальный результат | Участница                                                    |
| ------------------- | ------------------------------------------------------------ |
| Мисс мира 1955      | - Венесуэла — Сусана Дёйм                                    |
| 1-я вице-мисс       | - США — Маргарет Хейвуд                                      |
| 2-я вице-мисс       | - Греция — Цулия Кумундуру                                   |
| 3-я вице-мисс       | - Куба — Хильда Марин                                        |
| 4-я вице-мисс       | - Швеция — Анита Остранд                                     |
| 5-я вице-мисс       | - Франция — Жизель Тьерри                                    |
| Полуфиналистки      | - Австралия — Беверли Прауз - Австрия — Фелиситас фон Гёбель |

## Участницы

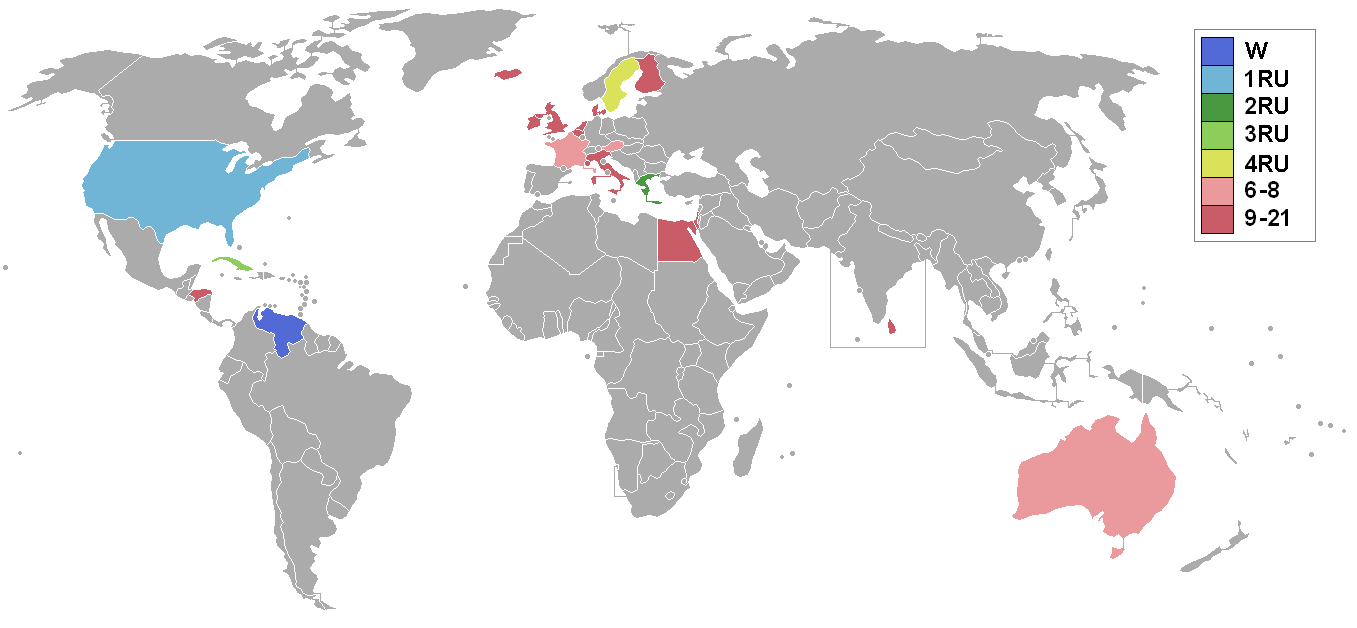
Страны и территории, участвовавшие в конкурсе

| Страна         | Фото | Участница                                       | Дата рождения | Родной город        |
| -------------- | ---- | ----------------------------------------------- | ------------- | ------------------- |
| Австралия      |      | Беверли Прауз (Beverly Prowse)                  |               |                     |
| Австрия        |      | Фелиситас фон Гёбель (Felicitas Von Goebel)     |               |                     |
| Бельгия        |      | Розетт Гислен (Rosette Ghislain)                |               |                     |
| Великобритания |      | Дженнифер Чаймс (Jennifer Chimes)               |               |                     |
| Венесуэла      |      | Сусана Дёйм (Susana Duijm)                      | 11.08.1936    | Арагуа де Барселона |
| Гондурас       |      | Пастора Валенсуэла (Pastora Pagán Valenzuela)   |               |                     |
| Греция         |      | Цулия Кумундуру (Tzoulia Georgia Coumoundourou) |               |                     |
| Дания          |      | Карин Пальм-Расмуссен (Karin Palm-Rasmussen)    |               |                     |
| Израиль        |      | Мириам Котлер (Miriam Kotler)                   |               |                     |
| Ирландия       |      | Эвелин Фоли (Evelyn Foley)                      |               |                     |
| Исландия       |      | Арна Хьёрлейфсдоуттир (Arna Hjorleifsdóttir)    |               |                     |
| Италия         |      | Франка Инкорвайя (Franca Incorvaia)             |               |                     |
| Куба           |      | Хильда Марин (Gilda Marín)                      |               |                     |
| Монте-Карло    |      | Жозетт Травер (Josette Travers)                 |               |                     |
| Нидерланды     |      | Ангелина Калкховен (Angelina Kalkhoven)         |               |                     |
| США            |      | Маргарет Энн Хейвуд (Margaret Anne Haywood)     |               |                     |
| Финляндия      |      | Мирва Арвинен (Mirva Orvakki Arvinen)           |               |                     |
| Франция        |      | Жизель Тьерри (Gisele Thierry)                  |               |                     |
| ФРГ            |      | Беате Кругер (Beate Kruger)                     |               |                     |
| Цейлон         |      | Виола Гунарате (Viola Sita Gunarate)            |               |                     |
| Швеция         |      | Анита Остранд (Anita Åstrand)                   |               |                     |

### Дебютировавшие и вернувшиеся на конкурс страны
- Австралия, Австрия, Куба, Гондурас, Исландия и Венесуэла участвовали в первый раз.
- Израиль и Монте-Карло вновь участвовали в конкурсе «Мисс мира» после пропущенного 1954 года.

### Дополнительно
- Сусана Дёйм (Венесуэла), Пастора Валенсуэла (Гондурас) и Хильда Марин (Куба) в том же году участвовали в конкурсе «Мисс Вселенная 1955», на котором представительницы Венесуэлы и Гондураса стали полуфиналистками. Хильда Марин высоких результатов не достигла[1].
- Ещё четыре участницы в разные годы состязались на конкурсе «Мисс Европа»: Фелиситас фон Гёбель (Австрия) в 1954 году[2], Карин Пальм-Расмуссен (Дания) и Ангелина Калкховен (Нидерланды) в 1955 году и Розетт Гислен (Бельгия) в 1956 году. Ни одна из них не добилась успехов на этом конкурсе[1].